# Јесења и Пролећна изложба УЛУС-а
Јесења и Пролећна изложба УЛУС-а су традиционалне годишње изложбе Удружења ликовних уметника Србије које се одржавају од 1928—1929. године. Прекид у одржавању  постојао је само током ратних година од 1941. до 1945.

## Јесења изложба
Јесења изложба је најстарија изложба Удружења ликовних уметника Србије и једна од најзначајнијих изложби ревијалног карактера у земљи. Уметнички павиљон „Цвијета Зузорић” је започео своју активност управо овом изложбом 30. децембра 1928. Организатор изложбе до 1941. године било је Удружење пријатеља уметности „Цвијета Зузорић”, а од 1945. Удружење ликовних уметника Србије. Уметнички живот предратног периода био је скроман, изложбе су биле ретке и допринос који је Јесења изложба имала у то време био је немерљив. Политикина награда за младе уметнике, учеснике Јесење изложбе, установљена је 1932. и додељивала се до 1939.  У својој дугој историји Јесења изложба је мењала организационе принципе па је тако 1985. године заживела идеја, потекла од тадашњег председника Уметничког савета Миће Поповића, да се поједини уметници позивају да излажу без жирирања, а остали радови морају да прођу проверу селекционе комисије, као и да се добитнику награде на Јесењој изложби штампа монографија.

## Пролећна изложба
Пролећна изложба Удружења ликовних уметника Србије једна је од оних ликовних манифестација која се у континуитету одржава од отварања Уметничког павиљона „Цвијета Зузорић”. Ова изложба је преузета од Удружења пријатеља уметности „Цвијета Зузорић” које је организовало ову изложбу, као југословенску, од 1929. до 1941. године. Пролећна изложба, ревијална манифестација, заснована је на институцији конкурса и конципирана у знаку отворености према различитим уметничким оријентацијама. Примарнa одредница ове манифестације је што континуирано прати промене на визуелној сцени у оквиру опште уметничке климе.

## Хронологија 1929—1941.
- Пета пролећна изложба (1933)
- Шеста пролећна изложба (1934)
- Седма јесења изложба (1934)
- Девета јесења изложба (1936)
- Девета пролећна изложба (1937)
- Десета јесења изложба (1937)
- Једанаеста јесења изложба

## Хронологија 1945—2021.
- Прва изложба УЛУС-а (1945)
- Друга изложба УЛУС-а
- Трећа изложба УЛУС-а (1946)
- Четврта изложба УЛУС-а (1947)
- Пета изложба УЛУС-а (1947)
- Шеста изложба УЛУС-а (1948)
- Седма изложба УЛУС-а (1948)
- Осма изложба УЛУС-а (1949)
- Девета изложба УЛУС-а (1950)
- Десета изложба УЛУС-а (1950)
- Једанаеста изложба УЛУС-а (1951)
- Дванаеста изложба УЛУС-а (1951)
- Тринаеста изложба УЛУС-а (1952)
- Четрнаеста изложба УЛУС-а (1952)
- Петнаеста изложба УЛУС-а (1953)
- Шеснаеста изложба УЛУС-а (1953)
- Седамнаеста изложба УЛУС-а (1954)
- Осамнаеста изложба УЛУС-а (1954)
- Деветнаеста изложба УЛУС-а (1955)
- Двадесета изложба УЛУС-а (1955)
- Двадесет прва изложба УЛУС-а (1956)
- Двадесет друга изложба УЛУС-а (1956)
- Двадесет трећа изложба УЛУС-а (1957)
- Двадесет четврта изложба УЛУС-а (1957)
- Двадесет пета изложба УЛУС-а (1958)
- Двадесет шеста изложба УЛУС-а (1958)
- Двадесет седма изложба УЛУС-а (1959)
- Двадесет осма изложба УЛУС-а (1959)
- Двадесет девета изложба УЛУС-а (1960)
- Тридесета изложба УЛУС-а (1960)
- Тридесет прва изложба УЛУС-а (1961)
- Tридесет друга изложба УЛУС-а (1961)
- Тридесет трећа изложба УЛУС-а (1962)
- Тридесет четврта изложба УЛУС-а (1962)
- Тридесет пета изложба УЛУС-а (1963)
- Тридесет шеста изложба УЛУС-а (1963)
- Тридесет седма изложба УЛУС-а (1964)
- Тридесет осма изложба УЛУС-а (1964)
- Тридесет девета изложба УЛУС-а (1965)
- Четрдесета изложба УЛУС-а (1965)
- Четрдесет прва изложба УЛУС-а (1966)
- Четрдесет друга изложба УЛУС-а (1966)
- Четрдесет трећа изложба УЛУС-а (1967)
- Четрдесет четврта изложба УЛУС-а (1967)
- Четрдесет пета изложба УЛУС-а (1968)
- Четрдесет шеста изложба УЛУС-а (1968)
- Четрдесет седма изложба УЛУС-а (1969)
- Четрдесет осма изложба УЛУС-а (1969)
- Четрдесет девета изложба УЛУС-а (1970)
- Педесета изложба УЛУС-а (јесен 1970)
- Педесет прва изложба УЛУС-а (1971)
- Педесет друга изложба УЛУС-а
- Педесет трећа изложба УЛУС-а (јесен 1972)
- Педесет четврта изложба УЛУС-а (јесен 1973)
- Пролећна изложба УЛУС-а (1974)
- Педесет шеста изложба УЛУС-а
- Педесет седма изложба УЛУС-а (1975)
- Педесет осма изложба УЛУС-а (1976)
- Педесет девета изложба УЛУС-а (1977)
- Шездесета изложба УЛУС-а (1978)
- Шездесет прва изложба УЛУС-а (1979)
- Јесења изложба УЛУС-а (1979)
- Шездесет трећа изложба УЛУС-а (1980)
- Јесења изложба УЛУС-а (1980)
- 65. изложба УЛУС-а (1981)
- Јесења изложба УЛУС-а (1981)
- Шездесет седма изложба УЛУС-а (1982)
- Јесења изложба УЛУС-а (1982)
- Пролећна изложба УЛУС-а (1983)
- Јесења изложба УЛУС-а (1983)
- Пролећна изложба УЛУС-а (1984)
- Јесења изложба УЛУС-а (1984)
- Јубиларна изложба УЛУС-а (пролеће 1985)
- Јесења изложба УЛУС-а (1985)
- Пролећна изложба УЛУС-а (1986)
- Јесења изложба УЛУС-а (1986)
- Пролећна изложба УЛУС-а (1987)
- Јесења изложба УЛУС-а (1987)
- Пролећна изложба УЛУС-а (1988)
- Јесења изложба УЛУС-а (1988)
- Пролећна изложба УЛУС-а (1989)
- Јесења изложба УЛУС-а (1989)
- Пролећна изложба УЛУС-а (1990)
- Јесења изложба УЛУС-а (1990)
- Пролећна изложба УЛУС-СУЛУВ (1991)
- Јесења изложба УЛУС-а (1991)
- Пролећна изложба УЛУС-а (1992)
- Јесења изложба УЛУС-а (1992)
- Пролећна изложба УЛУС-а (1993)
- Јесења изложба УЛУС-а (1993)
- Пролећна изложба УЛУС-а (1994)
- Јесења изложба УЛУС-а (1994/95)
- Пролећна изложба УЛУС-а (1995)
- Јесења изложба УЛУС-а (1995)
- Пролећна изложба УЛУС-а (1996)
- Јесења изложба УЛУС-а (1996)
- Пролећна изложба УЛУС-а (1997)
- Јесења изложба УЛУС-а (1997)
- Пролећна изложба УЛУС-а (1998)
- Јесења изложба УЛУС-а (1998)
- Пролећна изложба УЛУС-а (1999)
- Јесења изложба УЛУС-а (1999)
- Пролећна изложба УЛУС-а (2000)
- Јесења изложба УЛУС-а (2000)
- Пролећна изложба УЛУС-а (2001)
- Јесења изложба УЛУС-а (2001)
- Пролећна изложба УЛУС-а (2002)
- Јесења изложба УЛУС-а (2002)
- Пролећна изложба УЛУС-а (2003)
- Јесења изложба УЛУС-а (2003)
- Пролећна изложба УЛУС-а (2004)
- Јесења изложба УЛУС-а (2004)
- Пролећна изложба УЛУС-а (2005)
- Јесења изложба УЛУС-а (2005)
- Пролећна изложба УЛУС-а (2006)
- Јесења изложба УЛУС-а (2006)
- Пролећна изложба УЛУС-а (2007)
- Јесења изложба УЛУС-а (2007)
- Пролећна изложба УЛУС-а (2008)
- Јесења изложба УЛУС-а (2008)
- Пролећна изложба УЛУС-а (2009)
- Јесења изложба УЛУС-а (2009)
- Пролећна изложба УЛУС-а (2010)
- Јесења изложба УЛУС-а (2010)
- Пролећна изложба УЛУС-а (2011)
- Јесења изложба УЛУС-а (2011)
- Пролећна изложба УЛУС-а (2012)
- Јесења изложба УЛУС-а (2012)
- Пролећна изложба УЛУС-а (2013)
- Јесења изложба УЛУС-а (2013)
- Пролећна изложба УЛУС-а (2014)
- Јесења изложба УЛУС-а (2014)
- Пролећна изложба УЛУС-а (2015)
- Јесења изложба УЛУС-а (2015)
- Пролећна изложба УЛУС-а (2016)
- Јесења изложба УЛУС-а (2016)
- Пролећна изложба УЛУС-а (2017)
- Јесења изложба УЛУС-а (2017)
- Пролећна изложба УЛУС-а (2018)
- Јесења изложба УЛУС-а (2018)
- Пролећна изложба УЛУС-а (2019)
- Јесења изложба УЛУС-а (2019)
- Пролећна изложба УЛУС-а (2020)
- Јесења изложба УЛУС-а (2020)
- Пролећна изложба УЛУС-а (2021)
- Јесења изложба УЛУС-а (2021)